# Болгарская епископия
Болга́рская епархия (англ. Bulgarian Diocese, болг. Българска епархия) — одна из трёх «этнических» епархий Православной церкви в Америке, которая объединяет болгарские приходы ПЦА в США и Канаде, действующие параллельно территориальным епархиям ПЦА. Кафедральный собор — Георгиевский в Россфорде, пригороде Толидо.

## История
Истоки болгарского Православия в Северной Америке берут своё начало в приходских общинах, основанных в городах Мэдисон (1907) и Гранит-Сити (штат Иллинойс) в составе Алеутской и Северо-Американской епархии Русской православной церкви. В последующие годы формировались другие болгарские приходы в различных местностях Северной Америки, что привело к созданию Болгарской миссии в 1909 году.
После революции 1917 года, когда связь между приходами в Америке и Церковью в России стала затруднительной, а подчас и вовсе невозможной, многие национальные приходы стали переходить в ведение своих национальных Церквей, не стали исключением и Болгарские приходы. В 1938 году Болгарская православная церковь учредила епархию, в состав которую вошли все приходы в Новом Свете, которую возглавил епископ Андрей (Петков).
В 1948 году вследствие конфликта верующих и священства американской епархии с церковным священноначалием в Болгарии, на которое оказывала давление болгарская власть, епархия временно перестала подчиняться Церкви на родине. В 1963 году конфликт был улажен и митрополит Андрей (Петков) возобновил общение епархии с Болгарской Патриархией.
Тем не менее, группой священнослужителей и мирян во главе с архимандритом Кириллом (Йончевым) не приняли этого решения. 25 марта 1963 года состоялось собрание, на котором эти приходы формально образовали Болгарскую православную епархию. 24 апреля 1963 года вновь образованная епархия была принята в Русскую Православную Церковь за границей, и 3 июня 1964 года Архиерейский Синод РПЦЗ утвердил прошение епархии о возведении архимандрита Кирилла в епископский сан, которое состоялась 9 августа 1964 года.
Через некоторое время после дарования автокефалии Православной Церкви в Америке в 1970 году её священноначалие обратилось ко всем православным Северной Америки с настоятельным призывом добиваться административного единства Церкви. Епископ Кирилл, откликнувшись на этот призыв, в 1976 году подал прошение о своём принятии в состав ПЦА вместе с возглавляемой им Болгарской православной епархией. Это ходатайство было удовлетворено Синодом ПЦА: 20 декабря 1976 году был подписан договор между Предстоятелем ПЦА митрополитом Иринеем (Бекишем) и епископом Кириллом.
В момент принятия епархии в ПЦА в ней было 10 приходов. Епископ Кирилл становился членом Священного Синода ПЦА. Эти события возбудили недовольство со стороны Болгарского Патриархата и вызвали напряжённость в межцерковных отношениях.
С 1978 года епископ Кирилл одновременно возглавляет Епархию Западной Пенсильвании, поэтому его основная резиденция находилась в пригороде Питтсбурга, а Болгарская епархия управлялась архиереем с помощью делопроизводителя в иерейском сане, епархиального совета попечителей и епархиального духовного совета. Ежегодно проводился епархиальный съезд.
К началу 2003 года епархия имела 19 приходских общин (2 из них в Канаде), в которых служили 24 священника (из них 4 выведены за штат по возрасту) и 2 диакона. Количество прихожан увеличилось за счёт иммигрантов из Болгарии, а также присоединения приходов вместе с духовенством и верующими из других православных юрисдикций и из инославных вероисповеданий.

## Епископы
в составе РПЦЗ
- Кирилл (Йончев) (9 августа 1964 — 20 декабря 1976)

в составе ПЦА
- Кирилл (Йончев) (20 декабря 1976 — 17 июня 2007)
- Герман (Свайко) (17 июня 2007 — 4 сентября 2008) в/у, митр. всей Америки и Канады
- Мелхиседек (Плеска) (4 сентября 2008 — 5 мая 2012) в/у, еп. Питтсбургский
- Александр (Голицын) (с 5 мая 2012) с 29 марта 2016 года как Епископ Далласский, Юга и Болгарской епархии